# Bystré (Slovacchia)
Bystré (in ungherese Tapolybeszterce) è un comune della Slovacchia facente parte del distretto di Vranov nad Topľou, nella regione di Prešov.